# Національне шосе 22 (Естонія)
Національне шосе 22 (також шосе Раквере–Вяйке-Маар'я–Вягева, T22, ест. Rakvere–Väike-Maarja–Vägeva maantee) це 52-кілометрова національна основна дорога на північному заході Естонії. Шосе починається в центрі Раквере на національне шосе 5 і закінчується в Колувере на національній дорозі 39.